# Casa de la Ara Máxima
La Casa del Ara Míxima es una domus de época romana, enterrada durante la erupción del Vesubio en el año 79 y encontrada a raíz de las excavaciones arqueológicas de la antigua Pompeya. También se le llama la Casa de Narciso o la Casa de Pinario.

## Historia
No se conoce la fecha exacta de construcción de la casa del Ara Máxima, aunque algunas mamposterías están datadas en torno al siglo III a. C.; de las huellas de restauración en algunas decoraciones de las habitaciones se deduce que fue renovada tras el terremoto de Pompeya del año 62, aunque los frescos muestran la decadencia económica del propietario, cuyo nombre y ocupación se desconocen, a pesar del hallazgo de numerosos artefactos, como objetos de bronce, equipos de pesca, lámparas y una mesa con un pedestal que representa una esfinge, conservados en el Museo Arqueológico Nacional de Nápoles. Enterrada bajo un manto de ceniza y lapilli durante la erupción del Vesubio en 79, fue desenterrada entre 1903 y 1904, así como las investigaciones realizadas en la calle de enfrente en 1905: aunque se había retirado el material volcánico cercano a la entrada, no se encontraron signos de exploraciones anteriores en su interior.

## Descripción

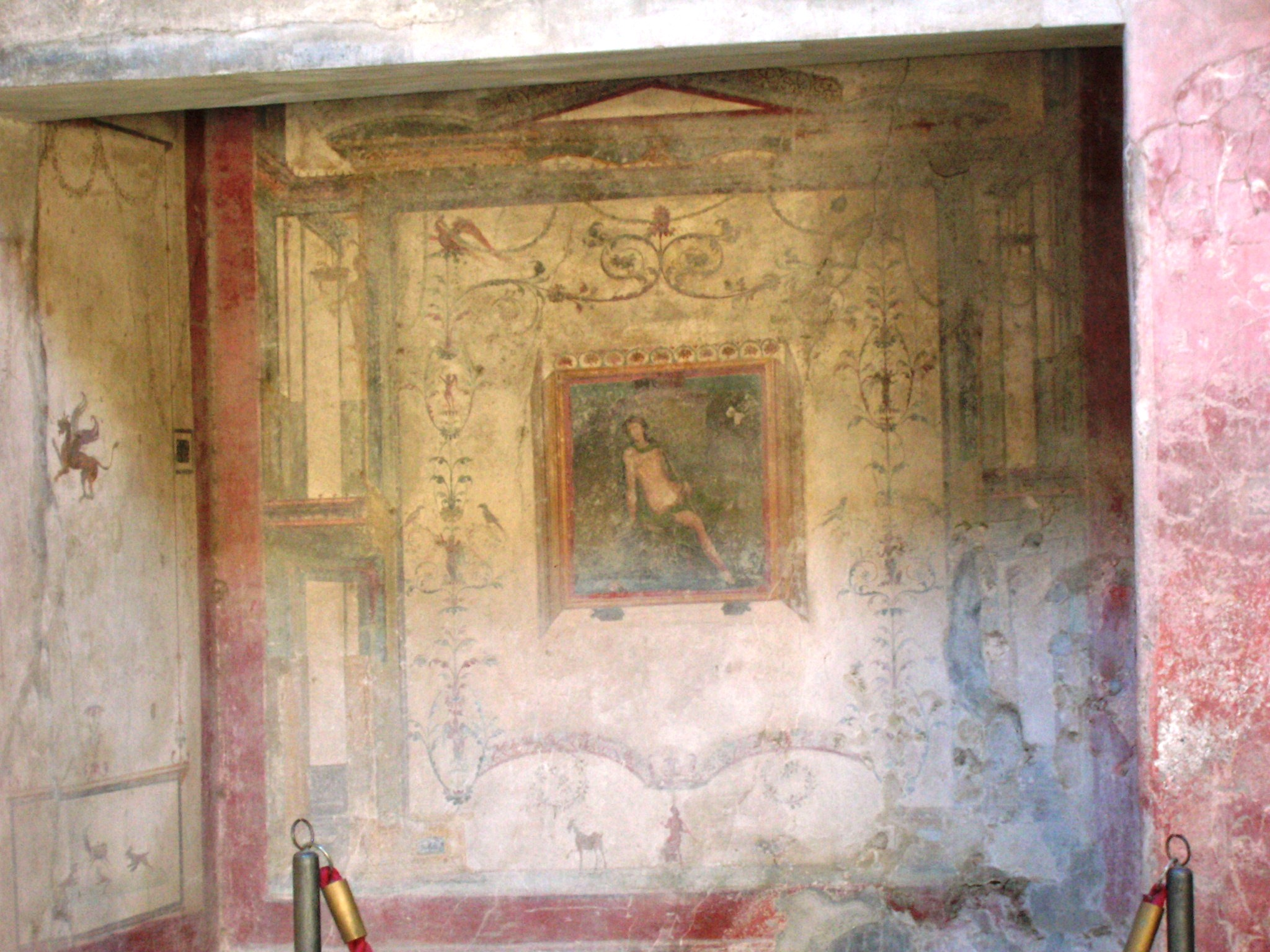
Fresco de Narciso mirándose en el espejo.

La casa de la Ara Máxima está situada a lo largo de la vía del Vesubio  y tiene una superficie de 187 m2. Sigue un esquema irregular, ya que toda la estructura se organiza en torno al atrio, carece de peristilo  y tiene una planta superior, de la que se han recuperado numerosos hallazgos, pero cuya planimetría exacta  no se ha podido reconstruir. Una vez superadas las fauces de entrada, que presentan un alto zócalo rojo y un enlucido blanco, así como un suelo de opus signinum, que se encuentra en todo el resto de la vivienda, se entra directamente en el atrio, de estilo toscano, con un impluvium central, dotado de dos canales de desagüe que permitían que el agua fluyera directamente a la calle. La sala tiene las paredes sur y oeste con revestimiento rojo y una zona central blanca, y las paredes norte y oeste con revestimiento negro.; Además, la pared oeste tiene una gran hornacina con un panel central amarillo decorado con figuras humanas y una hormacina con paneles blancos enmarcados en rojo con un cuadrado central que representa a Narciso mirándose en el espejo, característico por reproducir la figura del hombre reflejada en el agua, adornado con criaturas fantásticas, mientras que la pared norte, entre dos puertas, tiene un pequeño nicho utilizado como lararium, con una representación de dos serpientes entrelazadas debajo. Cerca del muro oeste se encontró un vaso de bronce, probablemente utilizado como base de una estatua.

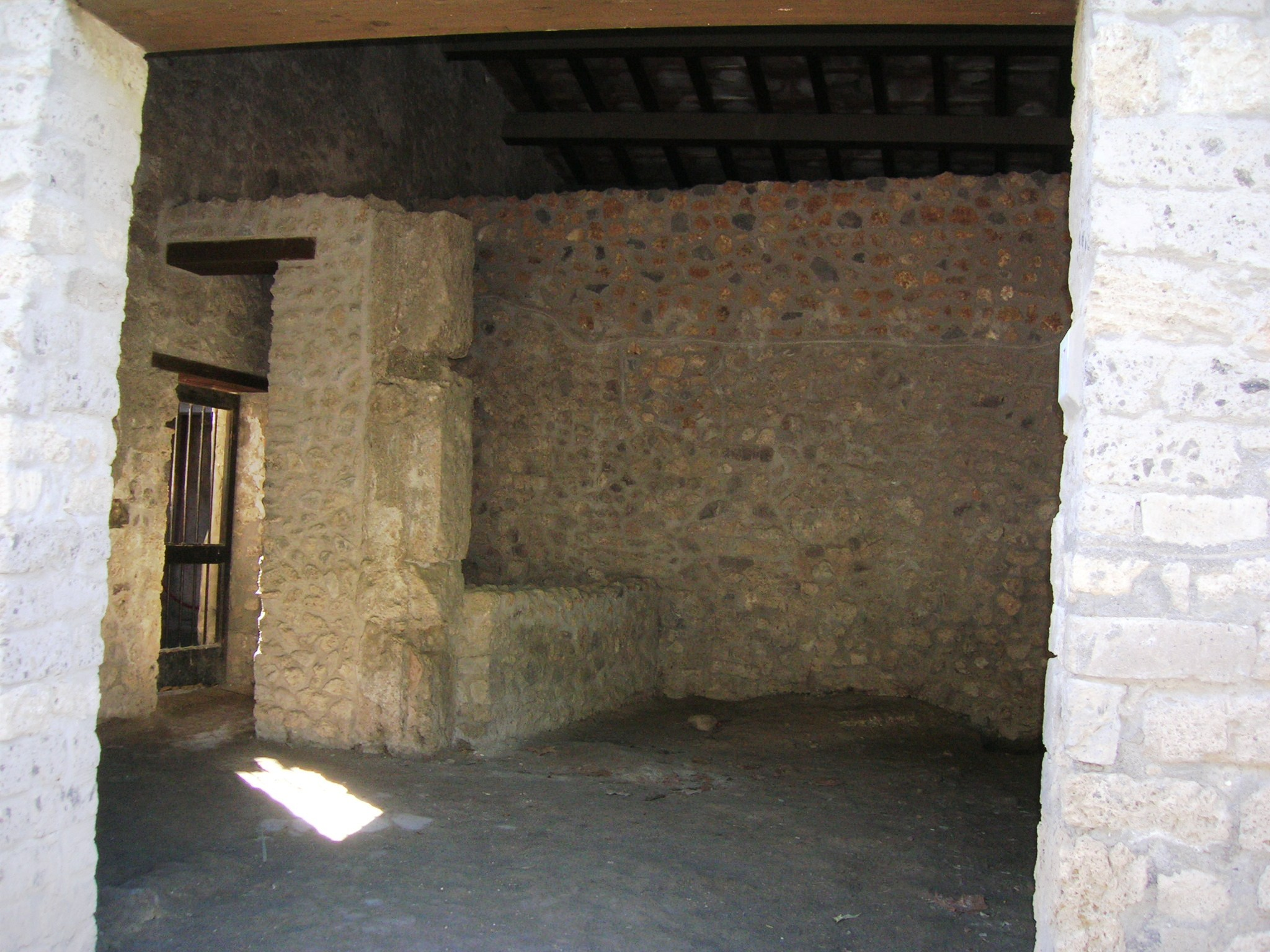
Ambientes del servicio.

Encada lado de la domus hay dos habitaciones: a la derecha una especie de almacén en el que se han encontrado numerosos objetos de cocina, que tenía la función tanto de segunda entrada a la casa como de acceso a la planta superior a través de una escalera, y cuya decoración se reduce a un zócalo rosa, zona superior en blanco y suelo de tierra apisonada. A la izquierda en cambio hay un cubículo con pinturas del cuarto estilo, que también se encuentran en las otras habitaciones, caracterizado por paneles en rojo y amarillo separados por franjas negras, del mismo color que el zócalo, a los que se añaden reproducciones de aves.
A lo largo de la pared sur se encuentra el tablinum y el triclinio: La primera sala ha perdido su decoración en la pared sur, mientras que en el resto de la sala hay un zócalo negro y una zona central en rojo, enriquecida con paneles centrales en amarillo en los que están pintados al fresco Selene y Endimión dormido, El descubrimiento de Ariadna, Marte y Venus y Hércules en el Ara Máxima, fresco del que toma el nombre la casa, todo ello enriquecido con medallones con retratos de mujeres. El tablinum se completa con estantes en los que probablemente descansaban estatuas y pinturas  y en su interior se encontraron ciento tres cuentas de vidrio y un pendiente de oro, además de un gran número de lámparas  en el momento de la excavación. El triclinio está pintado al fresco con un zócalo negro en el que se pintan la flora y la fauna típicas de las marismas, mientras que la zona central es tripartita, con representaciones de elementos arquitectónicos y de alimentos en los laterales y, en el centro, pinturas de Ariadna descubierta por una Ménade y de Endimión tumbado en su sueño bajo la mirada de Selene. de esta sala debió partir una escalera provisional hacia el piso superior.
A lo largo del lado oeste del atrio hay un pequeño peristilo enlucido en gris, mientras que a lo largo del lado norte se encuentran las salas de servicio: a estas les siguen, por orden, una gran sala pintada al fresco en rojo, una cocina con hogar, una letrina y una tienda que también da acceso a la calle.